# Program Zond

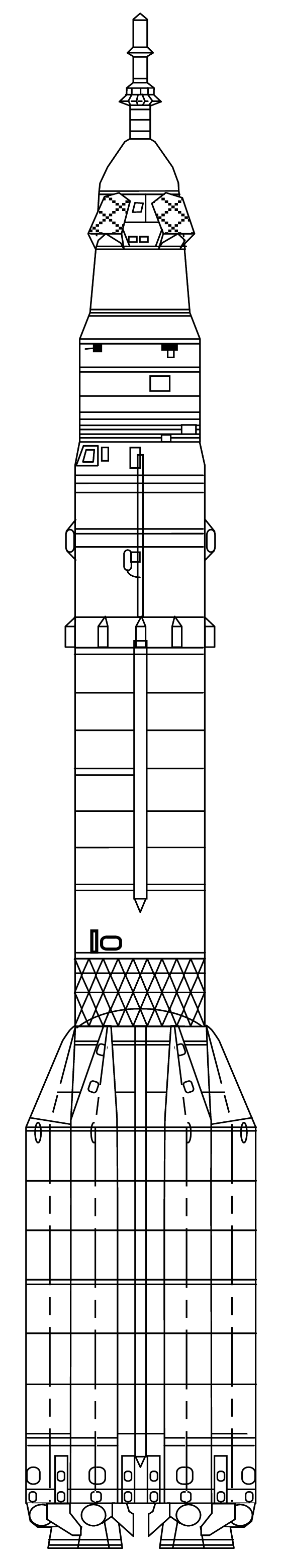
Kresba rakety Proton s lodí L1

Program Zond (rusky Зонд; „sonda“) byl výzkumný program SSSR kosmických sond a lodí uskutečněný v letech 1964–1970.
Program měl dvě odlišné části. První série tří družic byla určená výzkumu Měsíce a sousedních planet. Druhá série pěti objektů pak představovala testovací lety odlehčené bezpilotní lodi Sojuz 7K-L1 k Měsíci a byla velice sledovanou americkou NASA, která se obávala prohry v prestižním závodu o dosažení Měsíce.

## Zondy k planetám
Pro první tři mise byl použit model meziplanetární sondy 3MV určené k budoucímu
průzkumu Venuše a Marsu. Po selhání prvních dvou misí byl Zond 3 vyslán k testovacímu letu, během něhož se teprve podruhé v historii podařilo fotografovat odvrácenou stranu Měsíce. Sonda pokračovala v letu k Marsu (kam nedorazila) a testovala palubní systémy a telemetrii. Zůstala pak kroužit po dráze mezi planetami Země a Mars. Váha všech tří sond byla 960 kg.

### Přehled letů
- Zond 1
  - start 4. dubna 1964
  - ztráta komunikace 14. května 1964
  - dosažena oběžná dráha Venuše 14. července 1964

- Zond 2
  - start 30. listopadu 1964
  - ztráta komunikace květen 1965
  - průlet kolem Marsu 6. srpna 1965

- Zond 3
  - start 18. července 1965
  - průlet kolem Měsíce[2] 20. července 1965

## Lety na Měsíc
Mise lodí Zond 4 až Zond 8 se zaměřily na testy pro v té době plánovaný pilotovaný oblet Měsíce. Upravené Sojuzy o váze zhruba 5000 kg byly vynášeny novou sovětskou raketou Proton. Tento nosič dokázal vyslat loď pouze na oblet Měsíce bez možnosti přejít na jeho oběžnou dráhu. Po podobné trajektorii se pohybovalo Apollo 13 při svém nouzovém letu. Případného obletu by se mohli účastnit maximálně dva kosmonauti. Všech pět lodí přistálo s pomocí padáku na hladině oceánu či území SSSR.

### Přehled letů
- Zond 4
  - start 2. března 1968
  - oblet Měsíce
  - autodestrukce při návratu 10 km nad Zemí 9. března 1968

- Zond 5
  - start 15. září 1968
  - oblet Měsíce[2] 18. září 1968
  - návrat na Zemi 21. září 1968
  - byla to první kosmická loď, která dovezla pozemské formy života k Měsíci

- Zond 6
  - start 10. listopadu 1968
  - oblet Měsíce[2] 14. listopadu 1968
  - návrat na Zemi 17. listopadu 1968

- Zond 7
  - start 7. srpna 1969
  - oblet Měsíce[2] 11. srpna 1969
  - návrat na Zemi 14. srpna 1969

- Zond 8
  - start 20. října 1970
  - oblet Měsíce 24. října 1970
  - návrat na Zemi 27. října 1970